# تروی داب
تروی داب (به انگلیسی: Troy Dalbey) (زادهٔ ۱۹ سپتامبر ۱۹۶۸) شناگر اهل ایالات متحده آمریکا است.